# Sergio Rico González
Sergio Rico González (Sevilla, 1 de setembre de 1993) és un futbolista professional andalús que juga com a porter.

## Carrera de club
L'1 de setembre de 2019, Rico va fitxar per al Paris Saint-Germain. El 5 de setembre de 2020, Rico va signar un contracte permanent de quatre anys, amb un cost de traspàs de 6 milions d'euros. El 21 de gener de 2022, Rico va tornar a Espanya per unir-se al Mallorca en qualitat de cedit fins al final de la temporada. El 29 de setembre de 2024, Rico es va unir al club de la Qatar Stars League, l'Al-Gharafa.

## Palmarès
Sevilla
- Lliga Europa de la UEFA: 2014–15,[9] 2015–16[10]

Paris Saint-Germain
- Ligue 1: 2019-20, 2021-22
- Copa francesa: 2019-20, 2020-21
- Copa de la lliga francesa: 2019-20
- Supercopa francesa: 2020